# Station Les Moussoux
Station Les Moussoux (Frans: Gare des Moussoux) is een spoorwegstation in de Franse gemeente Chamonix-Mont-Blanc. Het ligt aan de spoorlijn Saint-Gervais-les-Bains-Le Fayet - Vallorcine (grens).